# Heinz Amelung
Heinz Amelung (* 6. Juni 1880 in Hildesheim; † 22. September 1940 in Berlin) war ein deutscher Literaturwissenschaftler und Hauptschriftleiter.

## Leben
Nach dem Besuch des Gymnasiums in Hildesheim studierte Heinz Amelung an der Universität Berlin u. a. bei Erich Schmidt, anschließend an der Universität Freiburg im Breisgau und an der Universität Göttingen. Im Anschluss war Amelung als Privatgelehrter und als Hauptschriftleiter der Wochenschau tätig, später wechselte er in dieser Funktion, die heute mit dem Chefredakteur gleichzusetzen ist, zur Gartenlaube, die seit 1938 den Namen Die neue Gartenlaube trug. Daneben war Heinz Amelung Leiter der Roman-Abteilung des Verlages August Scherl.
Heinz Amelung war Mitglied des Reichsverbandes der Deutschen Presse und des PEN-Clubs. Er starb 1940 im Alter von 60 Jahren an einem Gehirnschlag.

## Familie
Er war seit 1914 verheiratet mit der Schriftstellerin Wanda Icus-Rothe geborene Schoenebohm, die aus einer evangelischen Pastorenfamilie stammte und die Tochter Else Bloem geborene Icus-Rothe mit in die Ehe brachte.

## Werke (Auswahl)
- Briefwechsel zwischen Clemens Brentano und Sophie Mereau. Nach den in der Königlichen Bibliothek zu Berlin befindlichen Handschriften, Berlin, 1908.
- Husarenstreiche. Heldentaten aus dem Völkerringen 1914, München, 1915.
- Deutsche Heldensagen, Braunschweig, 1916.
- (Hrsg.): Bismarck-Worte, Berlin, 1918.
- Altdänische Heldenlieder, 1919.
- Deutsche Reden aus fünf Jahrhunderten, Berlin, 1924.
- (Hrsg.): Adalbert Stifter, Ausgewählte Werk, Band 1, Leipzig, Schlüter & Co., 1927.
- (Hrsg.): Adalbert Stifter, Ausgewählte Werk, Band 2, Leipzig, Schlüter & Co., 1927.
- (Hrsg.): Adalbert Stifter, Ausgewählte Werk, Band 3, Leipzig, Schlüter & Co., 1927.
- Goethe als Persönlichkeit. Berichte u. Briefe von Zeitgenossen, Band 1 1749–1797, Berlin, 1925.
- Goethe als Persönlichkeit. Berichte u. Briefe von Zeitgenossen, Band 2 1797–1823, Berlin, 1925.
- Goethe als Persönlichkeit. Berichte u. Briefe von Zeitgenossen, Band 3 1823–1832, Berlin, 1925.
- Briefwechsel zwischen Clemens Brentano und Sophie Mereau nach dem Handschriften, Leipzig, 1939.